# Sida parva
Sida parva är en malvaväxtart som beskrevs av Antonio Krapovickas. Sida parva ingår i släktet sammetsmalvor, och familjen malvaväxter. Inga underarter finns listade i Catalogue of Life.